# Tornow (Oberbarnim)
Tornow ist eine Wohnlage des Dorfes Pritzhagen, einem Ortsteil der Gemeinde Oberbarnim im Brandenburger Landkreis Märkisch-Oderland.
Das ehemalige Gut mit Herrenhaus märkischer Adelsfamilien liegt am Nordufer des Großen Tornowsees im Naturpark Märkische Schweiz. In der DDR-Zeit wurde das rund zehnteilige Gebäudeensemble als Kinderheim genutzt. In den 1980er Jahren kam es in dem Spezialkinderheim „Wilhelm Pieck“ zu mehreren dokumentierten Fällen von physischer Kindesmisshandlung. Heute befindet sich auf einem Teil des Areals die „Schule am Tornowsee“, eine Einrichtung des Landes Brandenburg mit dem sonderpädagogischen Förderschwerpunkt emotionale und soziale Entwicklung beziehungsweise Autismus. Das Herrenhaus wurde von einem psycho-sozialen Träger aus Berlin zu dem Gästehaus Tornow am See um- und ausgebaut, in dem der Träger unter anderem Arbeitstrainings- und Rehabilitationsmaßnahmen für Menschen mit psychischen Erkrankungen durchführt.

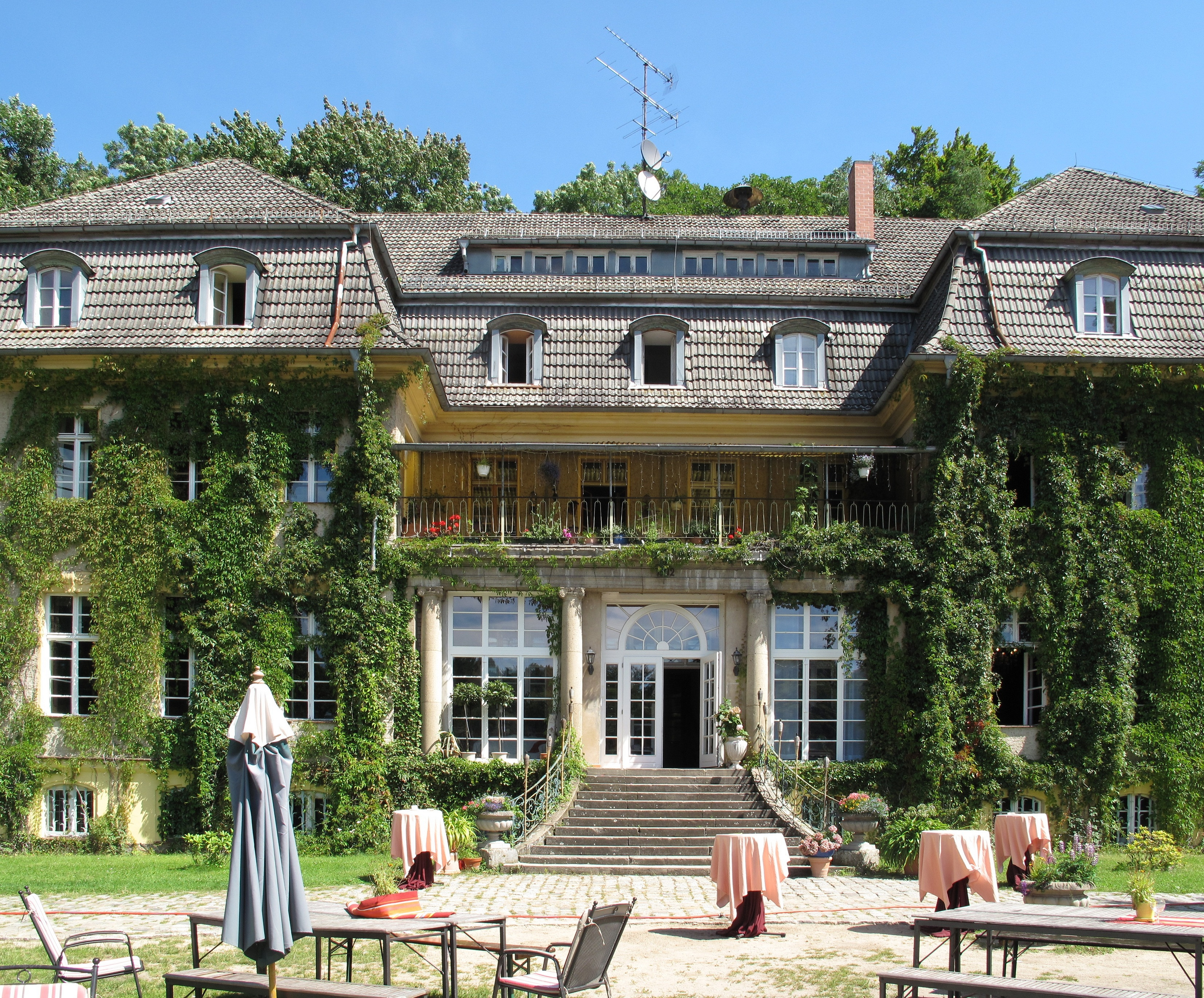
Von Oppensches Herrenhaus von 1912, heute „Haus Tornow am See“

## Lage, Verkehrsanbindung und Naturraum
Tornow befindet sich in der südöstlichen Ecke der Gemarkung Pritzhagens, das Dorf liegt rund ein Kilometer nördlich. Im Straßennetz ist der Ort ausschließlich über eine Stichstraße zu erreichen, die von Tornow über den Dorfkern Pritzhagens nach Norden zur Landesstraße 34 führt. Die Landesstraße bindet Pritzhagen quer durch den Naturpark Märkische Schweiz nach Westen über Bollersdorf an die Bundesstraße 168 und nach Nordosten über Reichenberg, Ringenwalde und Karlsdorf an die Bundesstraße 167 bei Altfriedland an. Der Öffentliche Personennahverkehr fährt Tornow nicht an; auch das Dorf Pritzhagen ist lediglich an den beiden Wochenend- und Feiertagen mit der Ausflugslinie Märkische Schweiz A930 von den Bahnhöfen Strausberg und Seelow aus zu erreichen. Wanderwege führen in alle Himmelsrichtungen, unter anderem auch der Europäische Fernwanderweg E11 auf direktem Weg durch das Stobbertal nach Buckow beziehungsweise in die entgegengesetzte Richtung nach Neuhardenberg. Rund dreihundert Meter östlich von Tornow folgt am Stobber die Pritzhagener Mühle. Die 1375 erstmals erwähnte und nach ihrer Zerstörung im Dreißigjährigen Krieg 1650 wiederaufgebaute Mühle erhielt bereits 1827 die königliche Schankerlaubnis und gilt als älteste Gaststätte der Märkischen Schweiz. Der Stobber bildet zudem die Gemarkungsgrenze Pritzhagens, das Gebiet südlich und östlich des Flusses gehört zu Buckow. Dabei liegt die alte Pritzhagener Mühle bereits auf Buckower, die Gaststätte hingegen noch auf Pritzhagener Gebiet. Durch Tornow führt zudem die am 22. April 2012 eröffnete Oberbarnimer Feldsteinroute.

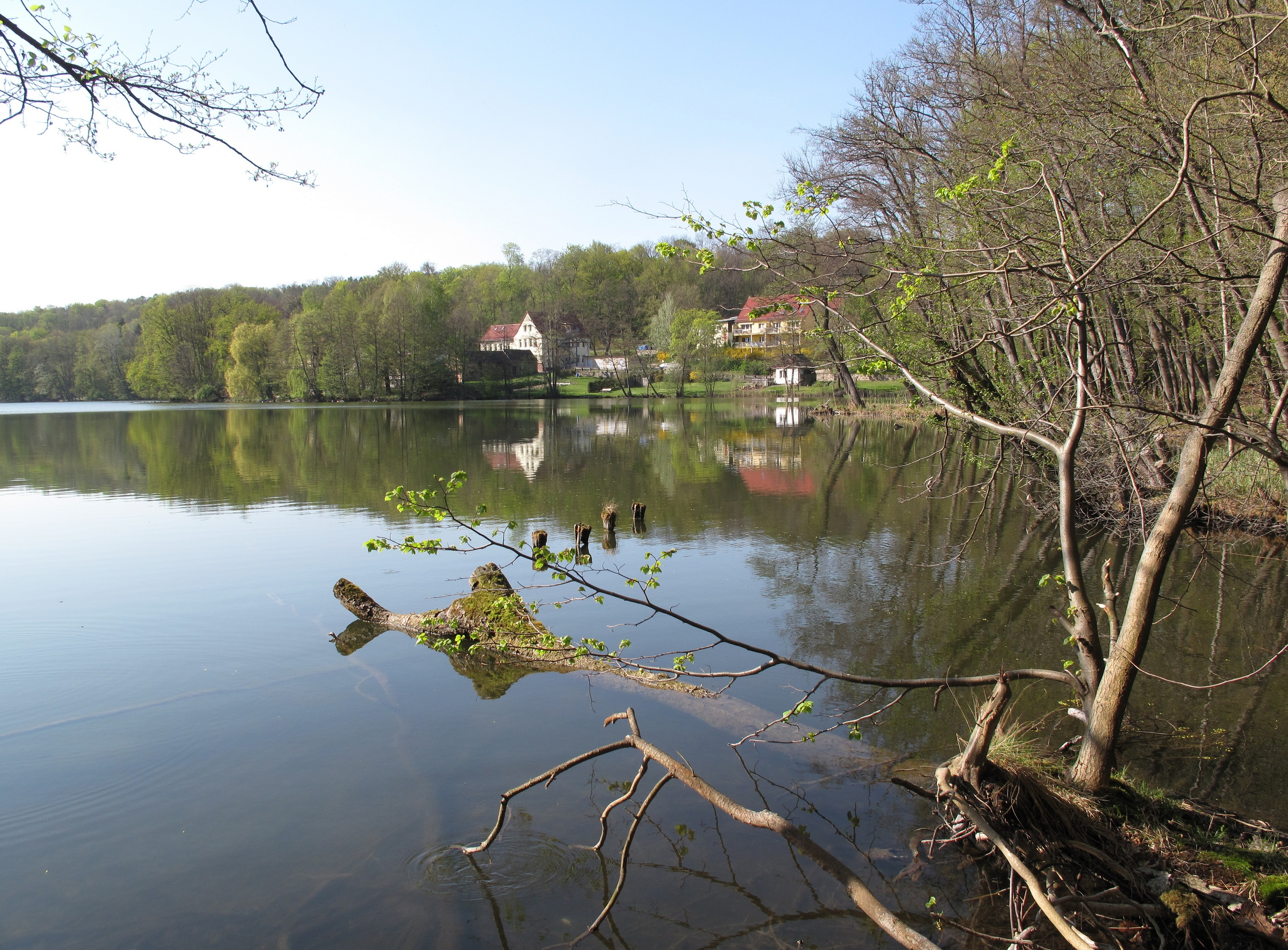
Blick über den Großen Tornowsee auf Tornow

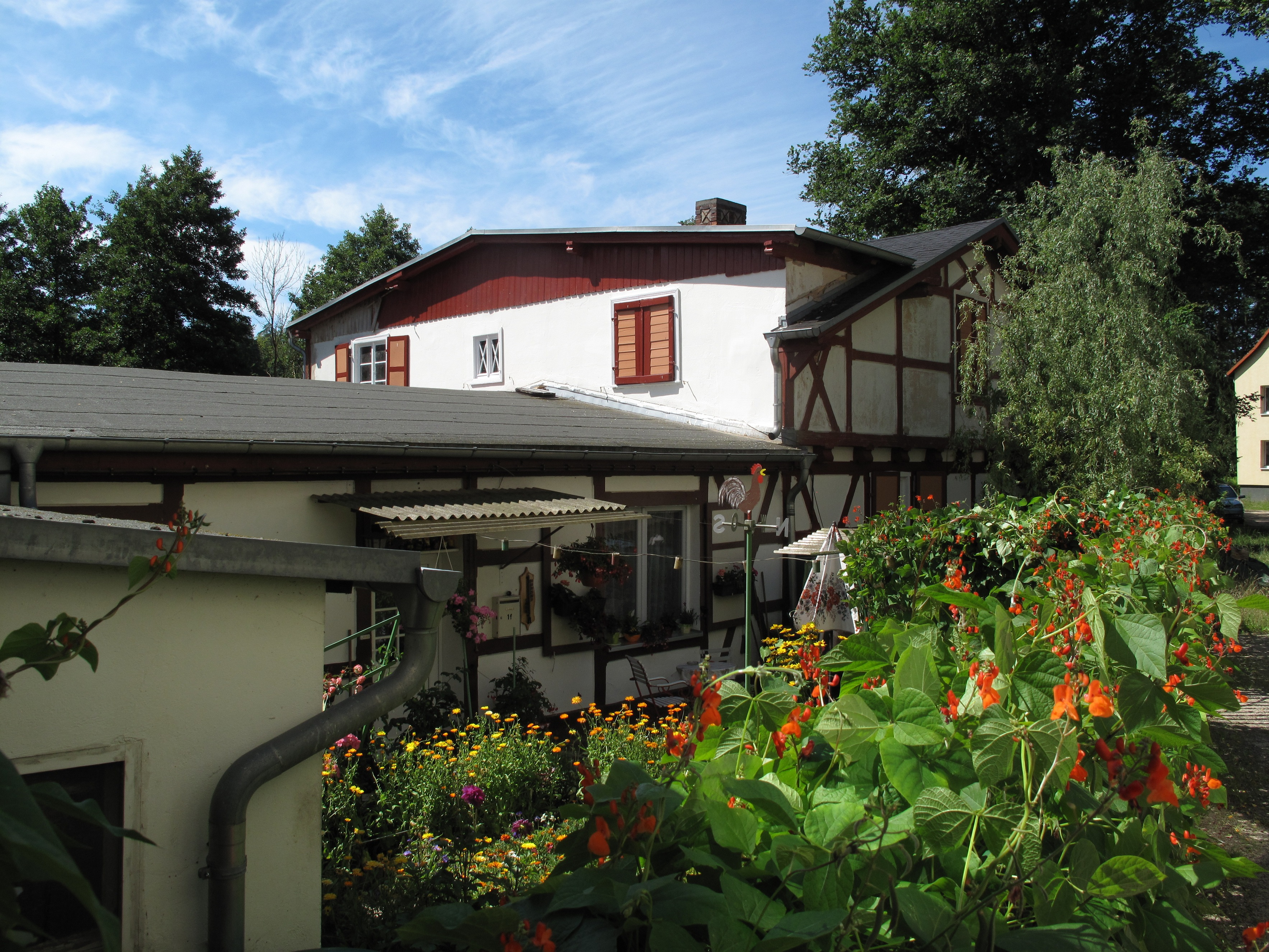
Älteres Gebäude der heutigen Schule

→ Zu Naturraum, Geomorphologie, Flora und Fauna siehe Hauptartikel Großer Tornowsee
Der Ort liegt am südöstlichen Barnimhang am Rande des Buckower Kessels, einem Teil der weichselglazialen Buckower Rinne (auch: Löcknitz-Stobber-Rinne). Der Barnimhang über der südlich liegenden Stobberniederung ist im Bereich der Tornowseen als Stauchmoräne ausgebildet, die in dem für Brandenburger Verhältnisse vergleichsweise reliefstarken Gebiet von tiefen Kehlen wie der Wolfsschlucht, engen Erosionsschluchten, durchzogen wird. Die Gebäude Tornows ziehen sich am mittleren Nordufer des Großen Tornowsees entlang; der Große und der westlich benachbarte Kleine Tornowsee gelten als typische Toteisseen. Tornow befindet sich im FFH-Gebiet „Tornowseen-Pritzhagener Berge“ im kohärenten europäischen ökologischen Netz besonderer Schutzgebiete Natura 2000.

## Geschichte
Theodor Fontane schrieb in den Wanderungen durch die Mark Brandenburg (Band 2, Oderland, 1863) im Kapitel Der Große und Kleine Tornow-See:

„Am Ufer des großen Tornowsee erhebt sich eine Villa, ein Schweizerhaus. Der Erbauer, in Huldigung gegen den Ort, an dem er den zierlichen Bau entstehen ließ, hat ihm den Namen ‚Haus Tornow‘ gegeben.“

Wann dieses Herrenhaus entstand, ist unklar. Sicher ist, dass der Name Haus Tornow von den Tornowseen auf das spätere Landgut übertragen wurde. Heute stehen über dem Nordufer des Sees rund zehn Gebäude. Die Digitale Topographische Karte der Landesvermessung und Geobasisinformation Brandenburg bezeichnet das Gebäudeensemble als „Tornow“.

### Ersterwähnungen und Etymologie
Die Gewässer wurden, soweit bekannt, erstmals 1300 in einer Urkunde, die in den von Hermann Krabbo und Georg Winter bearbeiteten und 1955 neu herausgegebenen Regesten der Markgrafen von Brandenburg aus askanischem Hause enthalten sind, unter stagna … magnum Tornow et paruum Tornow als Besitz des Zisterzienserinnen-Klosters Friedland erwähnt. 1804 fand sich ein Eintrag als kl. Tornowsee, großer Tornow. Das Brandenburgische Namenbuch bezieht den Namen auf die altpolabische Grundform Tornov- = See, Ort bei dem Dornengestrüpp wächst zu torn = Dorn, Dornengestrüpp. Wie bronzezeitliche Urnenfunde aus dem Jahr 1913 zeigen, war das Gelände an den Tornowseen bereits lange vor der slawischen Zeit besiedelt.

### Haus Tornow am See
Das „Haus Tornow“ bestand sehr wahrscheinlich bereits spätestens 1670. So unterzeichnete der damalige Gutsherr von Reutz (die Familie ist auch unter dem Namen von Reutzen bekannt) einen Überlassungsbrief mit: Pritzhagen, 26.11.1670. Anthon Gideon von Reutz (jetzt Haus Tornow). Möglicherweise steht die Anlage des Gutes Tornow in Verbindung mit dem Hopfenanbau zwischen der Wolfsschlucht und dem Kleinen Tornowsee, der nach umfangreichen Meliorationsmaßnahmen zu dieser Zeit begann. Erwähnt wurde das Haus ferner 1857 im Amtsblatt der Regierung Potsdam. Auch in einer Aufstellung der Pritzhagener Häuser, Güter und Bewohner von 1860 wird das „Haus Tornow“ gelistet. 1875 saß auf dem Haus der Pritzhagener Gutsherr Graf von Itzenplitz, wie aus einer Meldung des Försters an das Haus Tornow hervorgeht.

#### Vom Herrenhaus zum Kinderheim
Das von Theodor Fontane 1863 erwähnte „zierliche Schweizerhaus“ wurde 1908 mit den Gütern Bollersdorf und Pritzhagen von Wilhelm von Oppen von seiner Großtante Gräfin Luise von Itzenplitz übernommen. Das märkische Adelsgeschlecht von Oppen saß seit den 1860er Jahren insbesondere auf dem Landgut Friedland (heute Altfriedland), das nach der Säkularisation aus dem Kloster Friedland hervorgegangen war. Wilhelm von Oppen, verheiratet mit Marie-Luise geb. von Arnim und Verfechter des Dauerwaldkonzepts, ließ direkt neben der alten Villa, die in den 1960er Jahren wegen Baufälligkeit abgerissen wurde, ein für die damalige Zeit modernes Herrenhaus errichten, in das er 1912 mit seiner Familie einzog. In der Weimarer Republik verlor die Familie ihren Besitz, der an den „Deutschen Verband der Kleinhandelstreibenden“ ging. Im Zweiten Weltkrieg als Lazarett genutzt, wurde es 1945 von der sowjetischen Armee eingezogen und 1946 mitsamt dem Gelände und den zugehörigen Gebäuden von der Sowjetischen Militäradministration in Deutschland (SMAD) in ein Kinderheim umgewandelt. Noch im selben Jahr zogen die ersten zweihundert Kriegswaisen in das Heim ein. Der Wald gab das Feuerholz, die Gärtnerei ergänzte die kärglichen Rationen und so manche Kartoffel der umliegenden Bauern fand ihren Weg in den Magen der ewig Hungrigen.

#### Spezialkinderheim „Wilhelm Pieck“

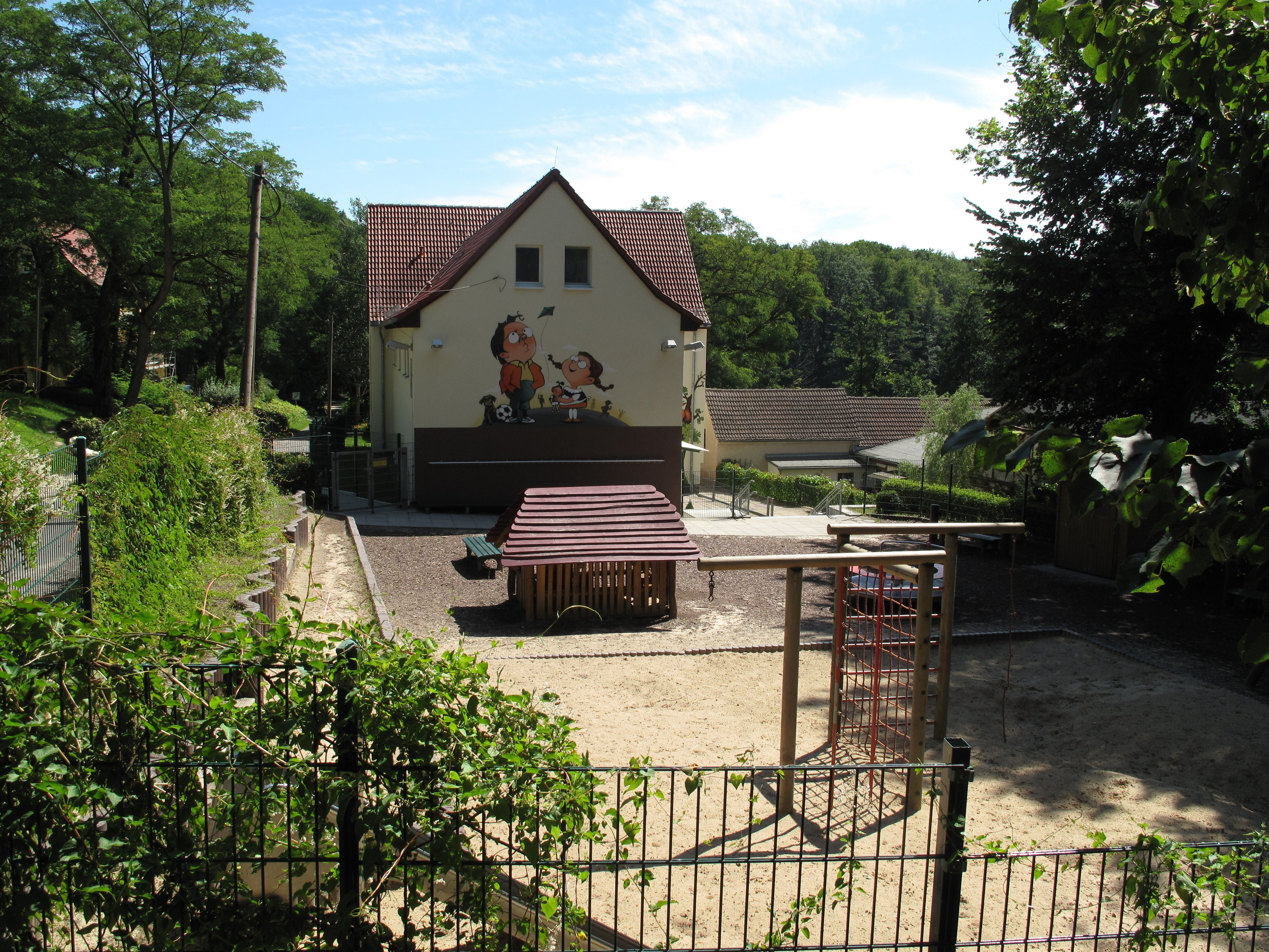
Die heutige „Schule am Tornowee“

In einer der wenigen verfügbaren Unterlagen aus dieser Zeit wird das Heim 1973 als „Spezialkinderheim Pritzhagen“ geführt. Nach dem Mitbegründer der SED und einzigen DDR-Präsidenten Wilhelm Pieck wurde es auch als „Spezialkinderheim Wilhelm Pieck“ bezeichnet. Statistiken liegen für die Jahre 1973 bis 1989 vor. Danach schwankte die Aufnahmekapazität im Heim in dieser Zeit zwischen 64 und 91 Plätzen; tatsächlich untergebracht waren zwischen 46 und 70 Kinder, die in vier oder fünf Gruppen aufgeteilt wurden. Die Zahl der Lehrer lag zumeist bei sieben, 1979 bei fünf. In den meisten Jahren standen zwischen neun und dreizehn Erzieher zur Verfügung, in den beiden letzten erfassten Jahren 1987 und 1989 vierzehn. Hinzu kamen eine oder zwei Nachtwachen und seit 1983 ein Fürsorger.
Eingewiesen wurden beispielsweise Kinder mit Problemverhalten. Der Politikwissenschaftler und Theologe Christian Sachse, Verfasser des 2000 erschienenen Buches Aktive Jugend, wohlerzogen und diszipliniert – Wehrerziehung in der DDR als Sozialisations- und Herrschaftsinstrument (1960–1973), schildert in einer bislang als Arbeitsfassung vorliegenden Studie zu Brandenburger Spezialheimen an einem Beispiel, worum es sich dabei handelte:

„In einem dreiseitigen Brief einer Familie im Februar 1988 über eine erfolgte Einweisung in das Spezialkinderheim Pritzhagen, können die ‚Wege ins Heim‘ nachvollzogen werden: Der elfjährige C. wurde in das Heim auf Grund von ‚Verhaltensauffälligkeiten‘ eingewiesen. C. hatte einen Leistungsdurchschnitt von 1,5, aber ausgesprochen schlechte Noten in Betragen. Diese Kombination deutet eigentlich auf Disziplinschwierigkeiten auf Grund von Unterforderung hin. Initiator des Verfahrens war die Schule. In diesem Fall fand im Vorfeld eine stationäre Untersuchung in einer Nervenklinik statt, die einen negativen Befund erbrachte, d.h. es wurden ‚keine besonderen psychischen Auffälligkeiten festgestellt‘. Von Seiten der Jugendhilfe wurden weder das Elternhaus begutachtet, noch nach Möglichkeiten gesucht, die umstrittenen Auffälligkeiten ambulant zu behandeln.“

Zudem dokumentiert Sachse mehrere Fälle von physischer Kindesmisshandlung in den 1980er Jahren. Die Beschwerden der Eltern wurden sowohl vom Heim wie auch vom zuständigen Ministerium für Volksbildung bagatellisiert (der Heimleiter tat sie mit der Bemerkung ab, der Erzieher hätte sich eben mal vergessen) und letztlich vertuscht, die Eltern zum Teil eingeschüchtert. Der namentlich bekannte, misshandelnde Erzieher wurde zwar ermahnt, aber weder entlassen noch versetzt.
Nach der Deutschen Wiedervereinigung wurde Tornow unter zwei Trägern aufgeteilt.

### Sonderpädagogische Schule am Tornowsee (seit 1991)

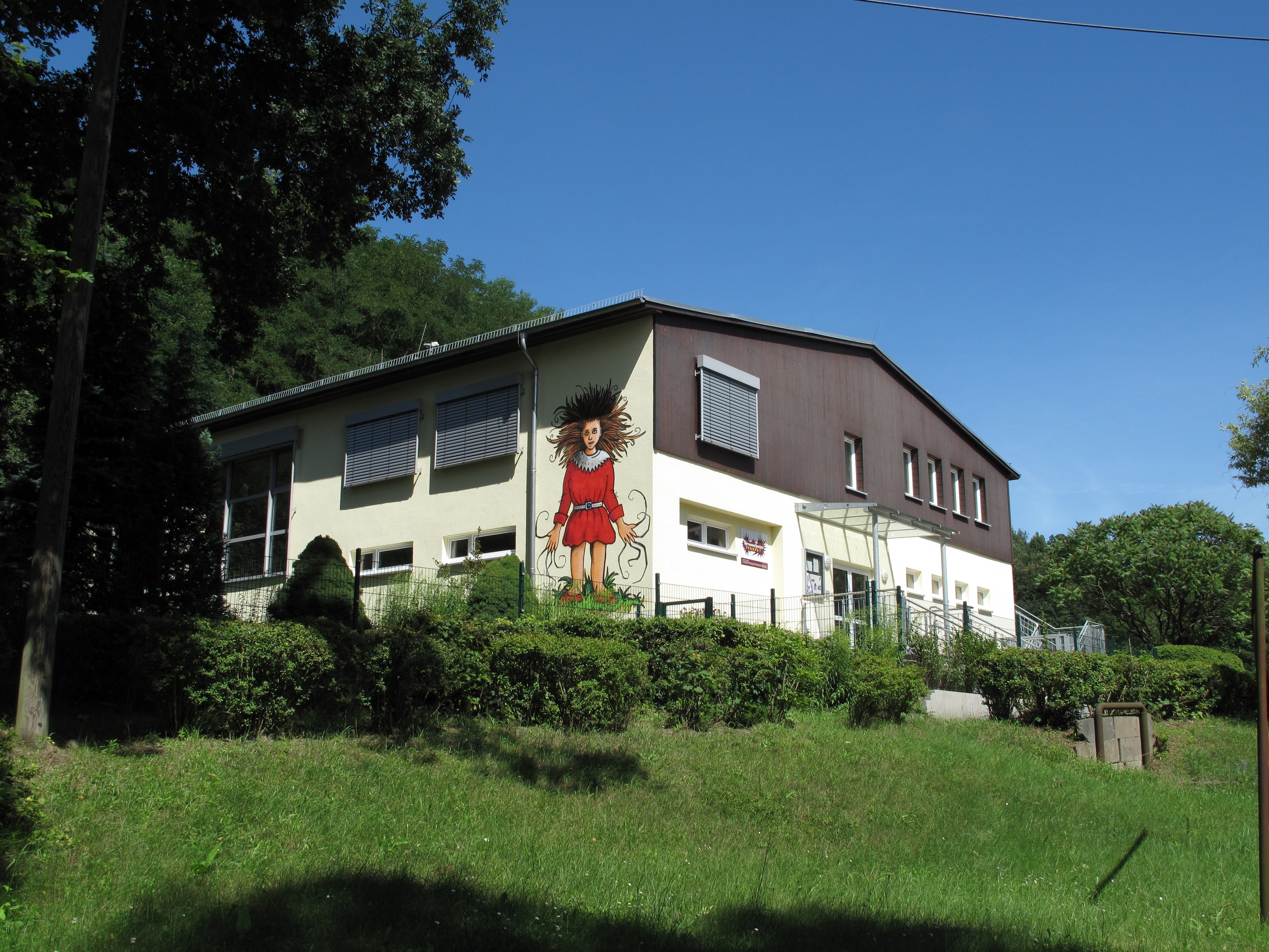
„Struwwelpetertreff“ der „Schule am Tornowee“

1991 wurde die seither so benannte „Schule am Tornowsee“ aus dem Heimbetrieb ausgegliedert. Die Institution untersteht dem Staatlichen Schulamt Frankfurt/Oder und trägt im Namen den Zusatz: „Schule mit dem sonderpädagogischen Förderschwerpunkt emotionale und soziale Entwicklung“. Das Ziel besteht darin, Grundschulkinder, die unter Aufmerksamkeits- oder Hyperaktivitätsstörungen, Kontaktstörungen oder Aggressivität, Autismus, Ängstlichkeit oder einer anderen emotionalen Störung leiden, systemübergreifend und fachlich kompetent zu fördern. Eine Reintegration in den regulären Schulbetrieb soll spätestens in der 5. Klasse erfolgen, wobei die Förderschule eine Nachbetreuung anbietet.
Im Schuljahr 2011/2012 gab es 56 Schüler, die im offenen Ganztagsbetrieb auf sechs Klassen in fünf Jahrgangsstufen aufgeteilt waren und von elf Lehrkräften betreut wurden. Die Schwerpunktförderung bestand in wöchentlichem Verhaltenstraining, Musiktherapie, Hippotherapie, schülerzentriertem und differenziertem Unterricht, Kleinklassen, Verhaltenssteuerung mittels Token-Systemen, Erlernen von Konfliktlösungsstrategien und Strategien zum Lösen von Aufgaben. Daneben gab es individuelle Angebote von Sprachheilpädagogen zur Förderung sprachbehinderter Kinder und Förderung von Kindern mit Schwierigkeiten im Lesen und Schreiben wie auch gesondert im Rechnen durch entsprechendes Fachpersonal. Tätig in der Schule sind zudem eine beim Caritas-Verband angestellte Diplom-Sozialpädagogin und zwei Erzieher für die integrative Freizeitgestaltung nach dem Unterricht. Neben einem PC-Kabinett ist die Schule mit einer Sporthalle und einem Sportplatz ausgestattet. Der Transport der Kinder erfolgt in der Regel durch Kleinbusse.

### Gästehaus Tornow am See (seit 2000)

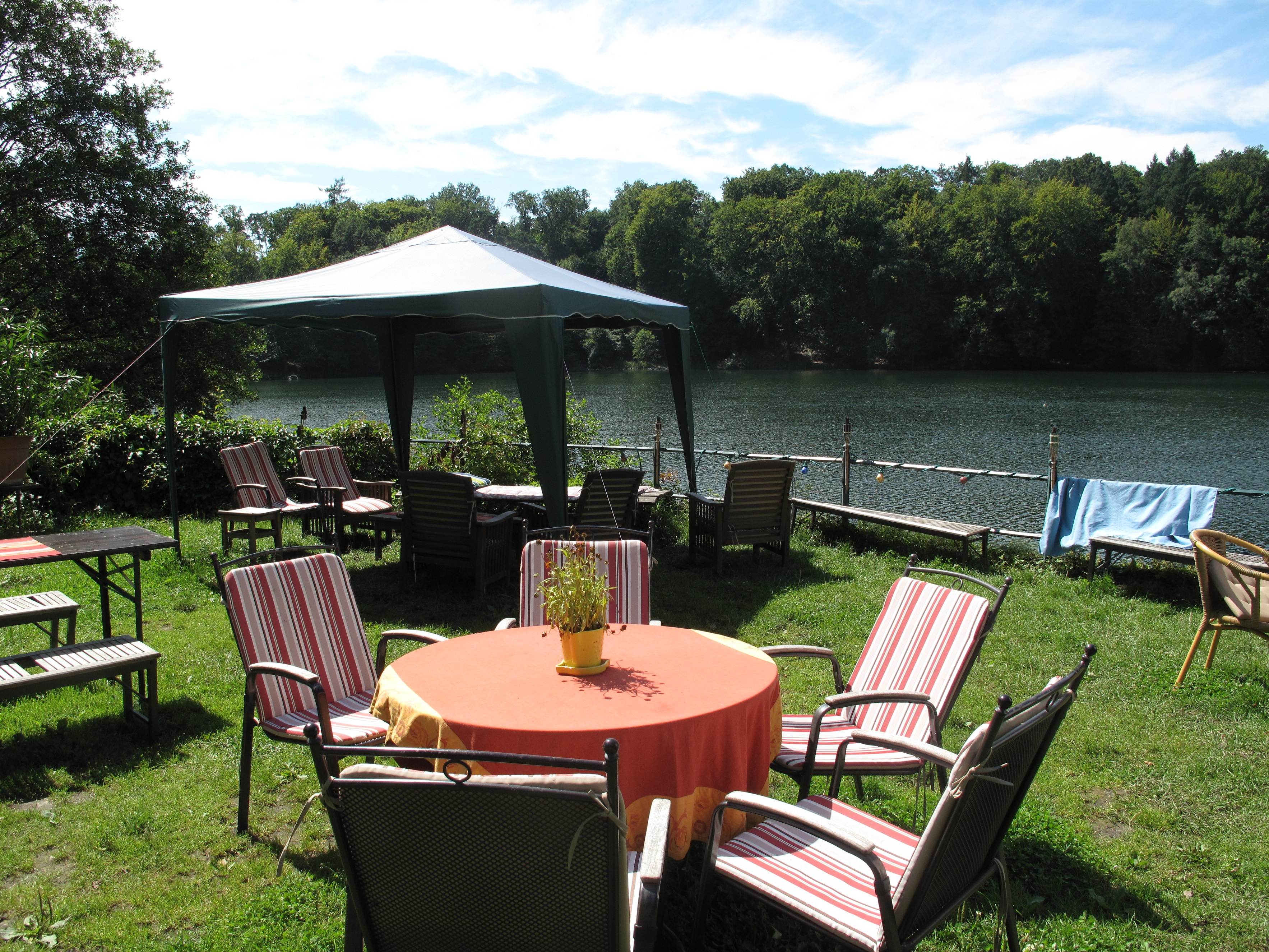
Seeterrasse des Gästehauses

1993 übernahm die Stiftung Großes Waisenhaus zu Potsdam das nach der Schulausgliederung verbliebene Hausensemble (inklusive Herrenhaus) und Gelände des Kinderheims. Im Jahr 2000 endete die Zeit des Kinderheims. In diesem Jahr begann die Bewirtschaftung des Hauses durch die Prenzlkomm, einen psycho-sozialen Träger aus Berlin für schwer und chronisch psychisch kranke Menschen in der gemeinnützigen Rechtsform gGmbH e. V. (Gemeinnützige GmbH und Eingetragener Verein). Das von Oppensche Herrenhaus von 1912 wurde Schritt für Schritt in ein Gästehaus/Hotel mit Sauna, Kaminhalle, Billardsalon, Bar und Büchergalerie ausgebaut, das die Grundlage für Ergotherapie, Arbeitstraining und Berufliche Rehabilitation auf verschiedensten Niveaustufen bietet. Prenzlkomm versteht das nunmehrige „Gästehaus Tornow am See“ einerseits als Gästehaus, andererseits als integratives Behandlungszentrum. Im Bereich Gastronomie sollen psychisch kranke Menschen beruflich rehabilitiert und wiedereingegliedert werden. Das Haus verfügt über 20 Zimmer mit 60 Betten und wird für Hochzeiten, Familienfeiern, Tagungen und Seminare auch komplett vermietet. Im Jahr 2013 diente Haus Tornow und Umgebung als Kulisse für den Fernsehfilm Mit Burnout durch den Wald.